# 金正恩国防大学
金正恩国防総合大学（キムジョンウンこくぼうそうごうだいがく、朝鮮語: 김정은 국방종합대학, 金正恩國防綜合大學）は、朝鮮民主主義人民共和国平壌市龍城区域中二洞に位置する大学。
北朝鮮の陸軍士官学校としての役割を持っており、科学的および技術的に基づいた訓練、教育に力を入れている。

## 歴史
1964年10月、金日成によって、慈江道江界市に国防大学（朝鮮語: 국방대학）として設立された。2000年には、現在の平壌に移転した。2016年には、金正恩が国防大学を訪問し、「国防要員を訓練するための、最も権威のある大学に変える」と言及した。その後、「金正恩国防総合大学」に改名された。2020年には、初めて北朝鮮の軍事パレードに参加した。

## 役割
金正恩によると、国防大学は北朝鮮の軍事の近代化とハイテク兵器の開発に関する科学的および技術的役割を担っている。また大学が核兵器国としての国の地位を強化する重要な役割を持っていると述べた。